# Gauliga Württemberg 1942/43
De Gauliga Württemberg 1942/43 was het tiende voetbalkampioenschap van de Gauliga Württemberg. VfB Stuttgart en Stuttgarter Kickers eindigden samen eerste. Daar de Kickers verzaakten aan een extra wedstrijd om de titel werd VfB tot kampioen uitgeroepen en afgevaardigd naar de eindronde om de Duitse landstitel. De club werd meteen uitgeschakeld door TSV 1860 München.

## Eindstand
| Plaats | Club                   | Wed. | W  | G | V  | Saldo | Ptn.  |
| ------ | ---------------------- | ---- | -- | - | -- | ----- | ----- |
| 1.     | VfB Stuttgart          | 18   | 15 | 0 | 3  | 67:25 | 30:60 |
| 2.     | Stuttgarter Kickers    | 18   | 15 | 0 | 3  | 74:32 | 30:60 |
| 3.     | Sportfreunde Stuttgart | 18   | 13 | 2 | 3  | 71:26 | 28:80 |
| 4.     | SSV Reutlingen 05      | 18   | 9  | 2 | 7  | 38:35 | 20:16 |
| 5.     | FV Union 08 Böckingen  | 18   | 7  | 2 | 9  | 44:49 | 16:20 |
| 6.     | SpVgg 1898 Feuerbach   | 18   | 7  | 0 | 11 | 28:49 | 14:22 |
| 7.     | TSG Ulm 46             | 18   | 5  | 2 | 11 | 33:46 | 12:24 |
| 8.     | VfR Aalen              | 18   | 5  | 1 | 12 | 24:49 | 11:25 |
| 9.     | VfR Heilbronn          | 18   | 5  | 1 | 12 | 29:68 | 11:25 |
| 10.    | VfB Friedrichshafen    | 18   | 5  | 0 | 13 | 36:64 | 10:26 |

|  | Kampioen, geplaatst voor nationale eindronde |
|  | Degradatie naar Bezirksliga                  |

## Promotie-eindronde

### Groep I
| Plaats | Club                | Wed. | Saldo | Ptn. |
| ------ | ------------------- | ---- | ----- | ---- |
| 1.     | FV Zuffenhausen     | 6    | 22:12 | 8:4  |
| 2.     | SpVgg 08 Schramberg | 6    | 17:16 | 7:5  |
| 3.     | Heilbronner SV 07   | 6    | 13:18 | 6:6  |
| 4.     | TSV Münster         | 6    | 11:17 | 3:9  |

|  | Promotie naar Gauliga Württemberg 1943/44 |

### Groep II
| Plaats | Club                       | Wed. | Saldo | Ptn. |
| ------ | -------------------------- | ---- | ----- | ---- |
| 1.     | SV Göppingen               | 4    | 23:8  | 6:2  |
| 2.     | Normannia Schwäbisch Gmünd | 4    | 8:12  | 6:2  |
| 3.     | 1. SSV Ulm                 | 4    | 7:18  | 0:8  |